# Asociación de estudiantes

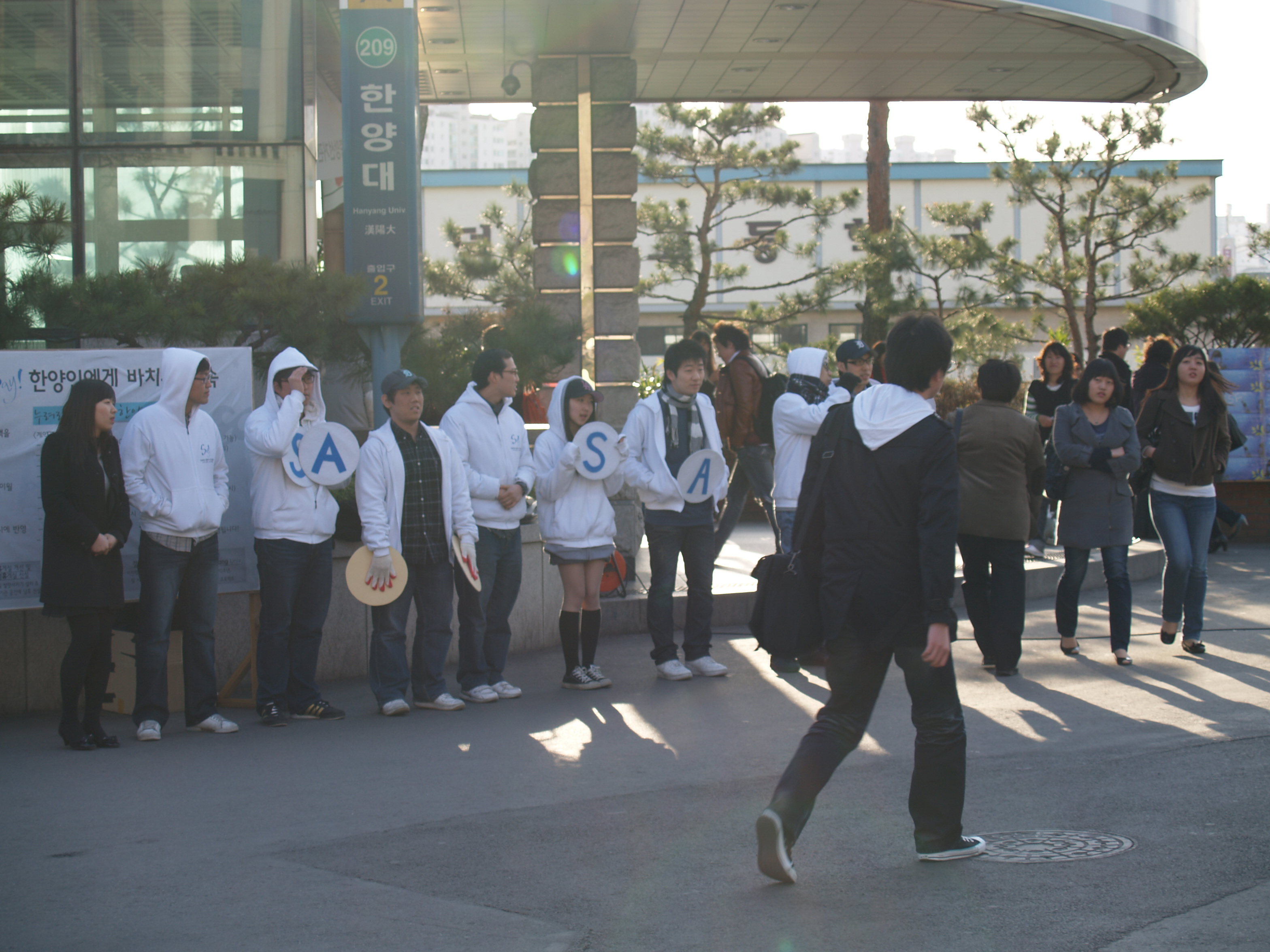
Asociación de estudiantes tiene diversas acepciones a nivel internacional, mantienen un objetivo en común que les permite promover su desempeño estudiantil en todos los ámbitos.

Un consejo estudiantil o asociación de alumnos también conocido como gobierno estudiantil, senado estudiantil o gremio de los estudiantes es una organización de estudiantes que se genera en varias escuelas, colegios, institutos o universidades. Dicha organización mantiene su propio local dentro de la entidad educativa y se dedica a actividades sociales y culturales organizadas por y para los estudiantes, asumiendo también el papel de dar o facilitar apoyo académico a los estudiantes.

## Definición
Las asociaciones de estudiantes varían de nombre, características  y funciones según los niveles educativos y países. Así, en Colombia, los consejos estudiantiles son manejados por estudiantes y para los estudiantes, independientemente de las autoridades que norma la institución educativa y algunas veces, tienen alcances locales o nacionales. Son también responsables de proveer una gran variedad de servicios a los estudiantes, quienes pueden ingresar libremente a su manejo a través de los respectivos comités, consejos y mítines generales.
Las campañas y los debates son usualmente muy fuertes y cuentan con el amor juvenil de los participantes. En cambio existen también consejos que son notoriamente no políticos y se concentran más bien en proveer recreación y facilidades para los estudiantes.

## Variaciones por país

### Estados Unidos
En los Estados Unidos, la asociación de estudiantes muchas veces sólo se refiere a un edificio físico propiedad de la universidad con el fin de proporcionar servicios para los estudiantes sin un órgano de gobierno, también se conoce como un centro de actividades estudiantiles (o comúnmente como campus).
Fuera de los EE. UU., la unión de estudiantes se refiere a un órgano de representación, a diferencia de un centro de actividades estudiantiles.

### España
En España las asociaciones de estudiantes son órganos formados por 3 o más estudiantes desde los 14 años, estas ayudan en la creación de actividades socioculturales, preocupaciones y propuestas de los estudiantes y en representarlos en los órganos de gobierno como Consejo Escolar del Estado (España), Consejo de la Juventud de España o la plataforma de la infancia entre otros.

#### Organización
Esta organización se consideran asociaciones o Organización sin ánimo de lucro. Normalmente, están compuestas por una junta directiva y socios.
Existen varias organizaciones en distintos niveles, yendo estos desde un centro educativo (IES), a municipios, comunidades autónomas o el Estado.
Comunidades autónomas: pueden encontrarse organizaciones como FEMAE, Xarxa Aitana (antigua FAAVEM), UDECA o FADAEX
Estatales: El Sindicato de Estudiantes o la Confederación Estatal de Asociaciones de Estudiantes (CANAE), representan a los estudiantes de toda España en distintos órganos.

### Japón
En Japón, el alumnado se llama  (学生自治会 gakusei-jichi-kai?). En japonés, la palabra  (学生自治会 gakusei-jichi-kai?) significa autogobierno-organización de estudiantes. El cuerpo de estudiantes en Japón promueve actividades extracurriculares. Por lo general, una asociación cultural,  (文化会 Bunka-kai?), y una asociación deportiva,  (体育会 Taiiku-kai?), están incluidos dentro de un cuerpo de estudiantes como organizaciones autónomas. Un estudiante pertenece a una o más organizaciones de los estudiantes, y él o ella lo hace a través de estas actividades extracurriculares de las organizaciones estudiantiles. Sin embargo, las actividades extracurriculares de las universidades y colegios han ido disminuyendo desde la década de 1990.